# Coronavirus aviaire
Gammacoronavirus galli
Pour les articles homonymes, voir IBV.
Espèce
Synonymes
- Avian infectious bronchitis virus[2]
- Infectious bronchitis virus[3]
- Turkey coronavirus[3]
- Pheasant coronavirus[3]
- Duck coronavirus[3]
- Goose coronavirus[3]
- Pigeon coronavirus[3]

Gammacoronavirus galli, aussi appelé coronavirus aviaire, anciennement virus de la bronchite infectieuse aviaire (IBV, d'après infectious bronchitis virus), est un coronavirus qui infecte la volaille, causant la maladie associée, la bronchite infectieuse.
C'est un agent pathogène aviaire hautement infectieux qui affecte l'appareil respiratoire, le tube digestif, les reins et le système reproducteur des poulets,.
La maladie provoque de graves pertes économiques via un effondrement du taux de ponte (sans tuer les poules), et les mesures de biosécurité classiques ne contrôlent pas ou mal ce virus très contagieux. La vaccination a été la seule réponse efficace, appliquée dans les élevages industriels du monde entier.

## Histoire
Cette première coronavirose a été décrite en 1931.

## Classification
L'IBV est un coronavirus dont le génome non segmenté est constitué d'un ARN simple brin à polarité positive (ssRNA).

## Pathologie
Ce virus, comme d'autres coronavirus  (virus de l'hépatite de la souris qui infecte des mammifères ou le virus du syndrome respiratoire aigu sévère ou SARS-CoV-1 qui infecte l'humain) est capable de détourner à son profit le mécanisme intracellulaire de l'autophagie (qui est l'une des réponses cellulaires naturelles aux anomalies qui apparaissent dans une cellule, dont l'infection par un virus).
En temps normal des autophagosomes sont chargés de transporter des organites cellulaires et notamment des protéines devenus inutiles ou dégradés ou mal conformés vers les lysosomes pour la dégradation et le recyclage ou élimination des acides aminés ou autres molécules qu'ils contiennent.
La dégradation par autophagie est aussi l'une des formes de défense innée contre les virus qui sont alors emprisonnés et digérés dans la cellule même, mais le Virus de la bronchite infectieuse aviaire dispose d'un gène (nsp6, retrouvé chez d'autres coronavirus) capable de reprogrammer au profit du virus la machinerie (intracellulaire) de l'autophagie : le virus utilise alors les autophagosomes de la cellule pour acheminer et produire les protéines de réplicase dont il a besoin.
Empêcher le virus d'utiliser de détourner à son profit la machinerie de l'autophagie est une piste médicamenteuse qui avait été envisagée à la suite de la pandémie de SRAS, à nouveau soulevée en 2020 dans le cadre de la pandémie,.

### Système respiratoire
Quand le virus est inhalé, il s'attache aux cellules de l'épithélium cilié de l'appareil respiratoire. La réplication virale commence alors, et les particules virales essaiment dans les vaisseaux sanguins provoquant une virémie.
Ce processus conduit à la nécrose de l'appareil respiratoire, provoquant une toux et des râles.

### Reins
Par la virémie, certaines souches néphrotropiques (pour la plupart très virulentes) peuvent pénétrer dans les reins. Cela provoque un gonflement des reins, et l'apparition d'urolithiase. Les reins prennent une couleur pâle. Au microscope on peut détecter la présence de cristaux d'acide urique dans les tubules rénaux ou dans l'uretère.

### Système reproducteur
La virémie entraîne également une diminution de la production des œufs. L'accumulation d'un exsudat blanc et collant peut colmater le cloaque. Dans certains cas, les follicules ovariens peuvent se retrouver dans la cavité péritonéale. Toutefois, cette lésion n'est pas spécifique de la bronchite infectieuse. De nombreuses maladies aiguës de layer peuvent conduire à ces symptômes.

## Vaccination
Un premier vaccin vétérinaire a d'abord été mis au point contre le sérotype « Massachusetts », mais des « variants » résistants à ce vaccin sont rapidement apparus, grâce à une mutation du gène codant la glycoprotéine de spicule S1 du virus.
Une surveillance vétérinaire épidémiologique de la maladie a ensuite permis d'identifier plus rapidement les « variants » circulant dans les élevages touchés, pour adapter les vaccins (utilisation de vaccins recombinants intégrant les virus mutants).